# Thanksgiving (2023)
Thanksgiving is een Amerikaanse slasher-film uit 2023, geregisseerd door Eli Roth. De hoofdrollen worden vertolkt door Patrick Dempsey, Nell Verlaque, Addison Rae, Milo Manheim, Jalen Thomas Brooks, Rick Hoffman en Gina Gershon.

## Verhaal
Een Black Friday-uitverkoop in Plymouth, Massachusetts, loopt uit op een tragedie. Een jaar later teistert een moordenaar met een bijl de stad, en alles wijst erop dat zijn bloedbad te maken heeft met de gebeurtenissen op Thanksgiving een jaar geleden.

## Rolverdeling
| Acteur              | Personage                  |
| ------------------- | -------------------------- |
| Patrick Dempsey     | Sheriff Eric Newlon        |
| Nell Verlaque       | Jessica                    |
| Addison Rae         | Gaby                       |
| Jalen Thomas Brooks | Bobby                      |
| Milo Manheim        | Ryan                       |
| Tomaso Sanelli      | Evan                       |
| Gabriel Davenport   | Scuba                      |
| Jenna Warren        | Yulia                      |
| Ty Victor Dietz     | Mitch Collins              |
| Tim Dillon          | Manny                      |
| Russell Yuen        | Detetive Peter Chu         |
| Karen Cliche        | Kathleen                   |
| Derek McGrath       | Majoor Cantin              |
| Joe Delfin          | McCarthy                   |
| Jeff Terevainen     | Hulpsherriff Brett Labelle |
| Rick Hoffman        | Thomas Wright              |
| Gina Gershon        | Amanda Collins             |
| Jordan Pools        | Jacob                      |
| Mika Amonsen        | Lonnie                     |
| Shailyn Griffin     | Amy                        |
| Amanda Barker       | Lizzie                     |
| Chris Sandiford     | Doug                       |
| Lynne Griffin       | Oma                        |
| Adam MacDonald      | Stem John Carver           |

## Productie
Nadat regisseur Eli Roth voor zijn film Grindhouse een neppe trailer maakte over Thanksgiving, ontstonden er plannen om daadwerkelijk een Thanksgiving-film te gaan maken. In 2010 begon Roth met het schrijven van het script samen met Jeff Rendell en dat hij hoopte het te voltooien zodra The Last Exorcism af was. Jon Watts en Christopher D. Ford werden aangesteld om het scenario te schrijven nadat zij hun werkzaamheden bij de film Clown hadden afgerond. In juni 2016 stelde Roth dat het script nog werk nodig had om te kunnen voldoen aan de verwachtingen die de trailer had gewerkt.
In januari 2023 maakte Deadline Hollywood bekend dat Spyglass Media Group de film zou produceren. Roth stapte af van de regie van Borderlands en gaf deze over aan Tim Miller om de regie van Thanksgiving op zich te kunnen nemen. Een maand later werd bekend dat Patrick Dempsey en Addison Rae gecast waren als twee hoofdrolspelers van de film. Ook Jalen Thomas Brooks, Nell Verlaque en Mila Manheim voegden zich bij de cast.  In maart 2023 werd de cast verder voltooid met het toevoegen van Rick Hoffmann, Gina Gershon, Tim Dillon, Gabriel Davenport, Tomaso Sanelli en Jenna Warren.
De opnames vonden plaats in Toronto en Hamilton in de Canadese staat Ontario van 13 mei tot 5 mei 2023.

## Release
Thanksgiving werd uitgebracht op 17 november 2023 in de Verenigde Staten door TriStar Pictures. In India werd de film uitgebracht onder de titel Bloody Thanksgiving. Op digitale platforms werd de film uitgebracht op 19 december 2023, gevolgd door een dvd- en blu-ray-uitgave op 30 januari 2024. Vanaf 17 februari 2024 was de film te streamen op Netflix.